# Synaptogeneza
Synaptogeneza – proces formowania się synaps, czyli połączeń między komórkami nerwowymi.
Synapsa powstaje w wyniku dwukierunkowych oddziaływań pomiędzy zakończeniem aksonu komórki nerwowej, a błoną komórki docelowej (innej komórki nerwowej lub komórki efektorowej, np. komórki mięśniowej), do której zakończenie to dociera w procesie zwanym wzrastaniem aksonów. Neurony, którym nie uda się wytworzyć połączeń, obumierają w procesie apoptozy, ponieważ nie otrzymują niezbędnych im do przeżycia czynników troficznych wytwarzanych przez komórki docelowe.
Największe nasilenie synaptogenezy obserwuje się we wczesnym okresie rozwoju (przed narodzeniem) podczas kształtowania się układu nerwowego, ale tworzenie się nowych synaps w układzie nerwowym zachodzi przez całe życie osobnika – proces ten leży u podstawy zjawiska zwanego neuroplastycznością.

## Powstawanie synaps nerwowo-mięśniowych

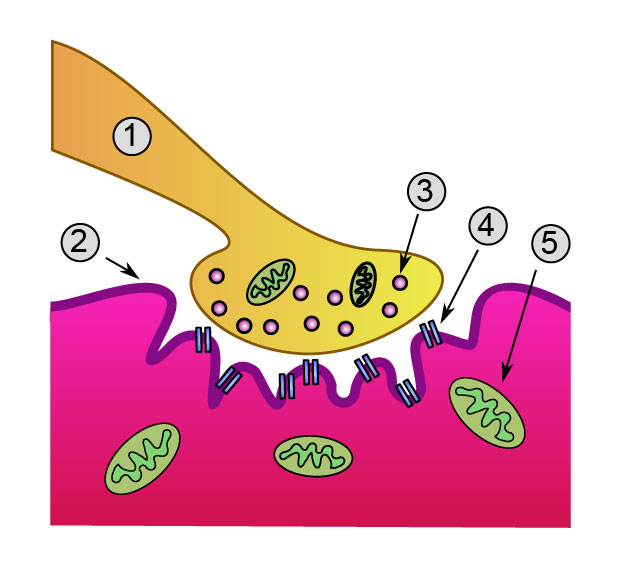
Schemat synapsy nerwowo-mięśniowej.
1 – Zakończenie motoneuronu
2 – Błona komórki mięśniowej
3 – Pęcherzyki synaptyczne
4 – Receptory nikotynowe acetylocholiny
5 – Mitochondria

Pierwszym etapem formowania się synapsy nerwowo-mięśniowej jest wydzielanie białka zwanego agryną przez motoneuron docierający do błony komórki mięśniowej. Cząsteczki agryny wiążą się z receptorami w błonie komórki mięśniowej mającymi aktywność kinaz – są to tzw. kinazy specyficzne dla mięśni (ang. muscle specific kinase, MuSK). Po związaniu cząsteczek agryny oddziałują one z białkiem błonowym zwanym rapsyną. Aktywowane cząsteczki rapsyny indukują powstawanie skupisk receptorów nikotynowych acetylocholiny w błonie komórki mięśniowej naprzeciwko motoneuronu.

Zakończenia motoneuronu wydzielają również białko zwane neuroreguliną, które wiąże się z odpowiednimi receptorami w błonie komórki mięśniowej i wywołuje kaskadę sygnałową prowadzącą do zwiększenia poziomu transkrypcji genów kodujących receptorów nikotynowych acetylocholiny i tym samym wzrost liczby tych receptorów w błonie.
Wydzielana przez zakończenia motoneuronu acetylocholina wiąże się ze swoimi receptorami w błonie komórki mięśniowej i wywołuje jej depolaryzację. Prowadzi to m.in. do zmniejszenia transkrypcji genów kodujących receptory acetylocholiny w jądrach komórkowych położonych daleko od obszaru synaptycznego. Dzięki temu receptory leżą przede wszystkim w skupiskach w obrębie synapsy nerwowo-mięśniowej. W przypadku mięśni odnerwionych przez długi czas brak przekaźnictwa acetylocholiny wywołuje równomierne rozmieszczenie receptorów dla acetylocholiny, co jest podłożem tzw. nadwrażliwości po odnerwieniu.
We wczesnym okresie rozwoju jedna komórka mięśniowa może być unerwiana przez wiele motoneuronów. Ostatecznie jednak wszystkie synapsy poza tymi pochodzącymi z rozgałęzień jednego motoneuronu są eliminowane, tak że u dorosłych osobników określony motoneuron ma wyłączną kontrolę nad określoną grupą włókien mięśniowych (jest to tzw. jednostka motoryczna). Proces eliminacji nadmiaru synaps zaczyna się od zmniejszenia liczby receptorów znajdujących się w obrębie synapsy, po czym następuje wycofywanie zakończeń motoneuronu. Eliminacja lub pozostawienie danej synapsy jest wynikiem konkurencji pomiędzy zakończeniami poszczególnych motoneuronów, ale molekularne podłoże tego zjawiska nie jest jeszcze znane.

## Powstawanie synaps nerwowo-nerwowych
Proces formowania się synaps nerwowo-nerwowych w ośrodkowym układzie nerwowym jest poznany w dużo mniejszym stopniu. Uczestniczą w nim inne cząsteczki sygnałowe, w synapsach tego typu nie stwierdzono np. obecności receptorów MuSK oraz rapsyny.
W procesie tym ważną rolę odgrywają znajdujące się na dendrytach wypustki zwane filopodiami (będące właściwie jedną z form morfologicznych kolców dendrytycznych), które ulegają naprzemiennemu wydłużaniu się i cofaniu aż do momentu, kiedy napotkają akson, z którym mogą wytworzyć połączenie. Dwukierunkowe oddziaływania pomiędzy błoną presynaptyczną aksonu i błoną postsynaptyczną filopodium prowadzi do tworzenia się skupisk odpowiednich receptorów (np. receptorów NMDA dla glutaminianu) w obrębie synapsy oraz wydzielania białek adhezyjnych zapewniających ścisłe przyleganie do siebie obu komponentów synapsy.